# ヒューレット・パッカード

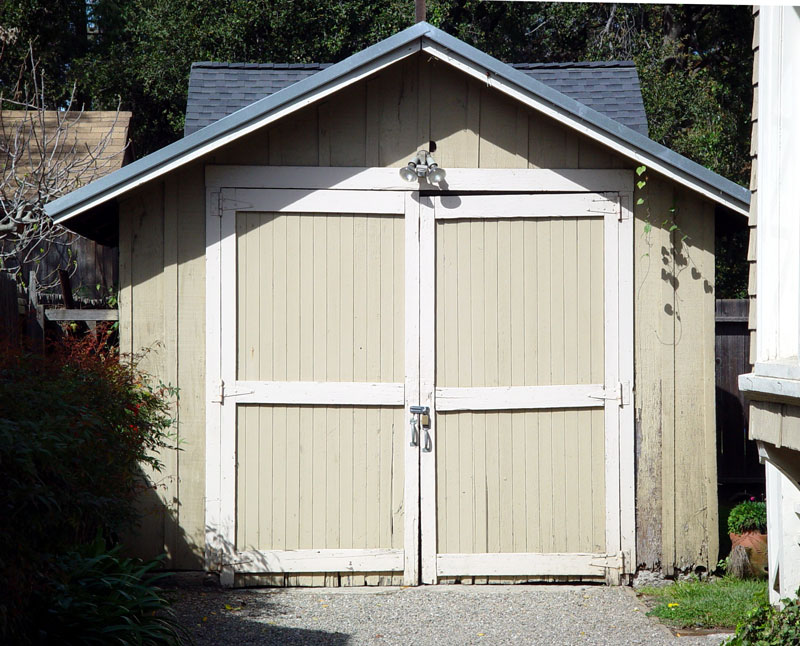
創業場所に転用した、パロアルトにある旧パッカード家の車庫（:en:Packard's garage）。2007年にアメリカ合衆国の史跡に指定された。

ヒューレット・パッカード（英: Hewlett-Packard Company）は、コンピューターと電子計測機器の製造、販売を営んでいたアメリカ合衆国の企業である。hp（エイチピー）の略称で呼ばれることが多い。本項でもhpと記す部分がある。
2015年時点のデータで、パーソナルコンピュータの売上世界2位、サーバ売上世界1位、プリンター売上世界1位を誇る。
1999年に計測機器、化学分析機器、医療機器、電子部品を分離してアジレント・テクノロジーを設立し、アジレント・テクノロジーは2014年に電子計測機器部門を分離してキーサイト・テクノロジーを設立した。
2015年11月1日に、パソコン、プリンターなどエンドユーザーに近い機器を扱うHP Inc.と、データセンター向けサーバや企業向けネットワーク機器を扱うヒューレット・パッカード・エンタープライズ（HPE）の二つの法人に分割された（法人登記上はHP Inc.に社名を変更し、HPEを新設）。
本体の会社分割を受けて、従来の日本法人の日本ヒューレット・パッカードはヒューレット・パッカード・エンタープライズの日本法人となり、HP Inc.の日本法人として日本HPが設立された。

## 概要
1939年に、ウィリアム・ヒューレットとデビッド・パッカードによりアメリカ合衆国カリフォルニア州パロアルトで創業した。2015年の会社分割まで同地域内に本社を置き、後継会社も同地域内に本社を置いている。当初はオシロスコープに代表される電気・電子計測器メーカーとして創業した。1980年代にUNIXサーバー、ワークステーション分野に参入し、ハードウエアとしてHP 9000、OSとしてHP-UXを販売し、大規模・ミッションクリティカルな分野で存在感を示した。
1999年に電気・電子計測器事業、化学分析機器・医療機器事業はアジレント・テクノロジーへ分割され別会社となった。電気・電子計測器事業はさらに2014年にキーサイト・テクノロジーに事業移転している。
2002年にコンピューター大手コンパックを買収し、以後はコンパックから事業を継承したIntelおよびアドバンスト・マイクロ・デバイセズのx86プロセッサを搭載するWindows・Linux向けサーバー機器、コンシューマー向けPCの存在感が高まり、事業の根幹となる。この合併後、PC事業はデルに次ぐ2番手の地位に甘んじていたが、2006年第3四半期におけるPCの販売台数が世界1位となった。以降、2013年第3四半期以降にレノボに抜かれるまでPCの世界シェア第1位の企業であった。2014年、2015年は2位となったが、2016年に再び1位に返り咲いている。
2006年11月16日に発表した2006年10月までの2006年会計年度によると、ヒューレット・パッカードの年間売上高は917億ドルで、IBMが発表した2006年度の決算額売上高914億ドルを上回り、当時の売上高で世界第1位のIT企業になった。2012年にAppleは売上高でヒューレット・パッカードを上回り売上高世界第1位のIT企業になった。ヒューレット・パッカードはサーバやPCなどハードウエアの拡販が進み、コンシューマ市場でもPCやプリンタの売上を強化した結果である。IBMは企業向けのシステムインテグレーションやアウトソーシング事業に傾注し、売上高よりも利益重視の経営へと進んでいることによる。両社の事業ポートフォリオは分かれつつあるが、企業向けのシステムインテグレーションやサーバ製品では、これまで通りの競合状況にあり、今後も業界盟主の座をかけた競合状況は進むと予想された。
2008年5月、ITサービスの分野で世界第2位のElectronic Data Systems（EDS）を買収し、この分野でもIBMへの追撃を図る。さらに同年10月には、無線LAN、無線ネットワークセキュリティを手がけるコルブリス・ネットワークス も買収し、同社の製品を、有線・無線ネットワーク機器のブランドである「HP ProCurve」に統合した。
2010年4月、スリーコムを27億ドルで買収、同時にスリーコム社が中国のファーウェイと共同設立したH3Cテクノロジーズを100%子会社化しH3CブランドとProCurveブランドを統合、新たにHP Networkingブランドとしてネットワーク製品の提供を開始した。
2011年8月18日に、オートノミーを102億ドルで買収すること、webOSを搭載する携帯電話機やタブレット機器などの開発中止、WebOSはソフトウェアとして開発継続、パソコン事業部門の15か月以内を目途とした再構築、を発表した。パソコン部門の再構築はパソコン分野から撤退と受け止められ、翌日の株価は20%下落した。この時点でパソコン市場では世界的にトップシェアで、大半の報道は低収益性によりパソコン分野から撤退すると決定的に報じたが、ヒューレット・パッカードはパソコン分野からの撤退は決定事項ではなく複数選択肢のひとつとしている。
2011年9月22日に、レオ・アポテカーからメグ・ホイットマンにCEOが交代して方針が転換され、10月27日にパソコン部門は継続されることが発表された。
2011年時点で、売上高が世界最大のIT機器メーカーであり、パソコン、サーバ、プリンターのすべてで世界トップシェアを持っていた。
2012年3月の時価総額は約470億米ドルで世界時価総額ランキング132位（※同時期のアップルの時価総額は約5,600億米ドルで1位、IBMの時価総額は約2,400億米ドルで5位）。
2013年9月20日に、ダウ平均株価採用銘柄から外れた。
2014年10月6日、メグ・ホイットマンCEOよりPC・プリンタ部門と企業向け部門が分割されることが発表された。PC・プリンタ部門は「HP Inc.」として、企業向け部門はヒューレット・パッカード・エンタープライズとしてそれぞれが上場企業となる計画である。2014年当時のロゴは HP Inc. が継承する。
2015年11月1日に会社分割が完了した。15年の売り上げは、パソコン世界2位、サーバ1位、プリンター1位であった。
Hewlett Packard Enterpriseは、2015年に緑色基調の新しいロゴマークへ移行し、HP Inc.が継承した旧Hewlett-Packard Companyのブランドロゴも2016年に一部製品で変更された。

## 歴代CEO
- 1964年 - 1968年 デビッド・パッカード（David Packard）
- 1969年 - 1978年 ウィリアム・ヒューレット（William R. Hewlett）
- 1978年 - 1992年10月31日 ジョン・ヤング（John A. Young）
- 1992年11月1日 - 1999年7月18日 ルイス・プラット（Lewis E. Platt）
- 1999年7月19日 - 2005年2月8日 カーリー・フィオリーナ（Carleton S. Fiorina）
- 2005年2月9日 - 2005年3月31日 ロバート・ウェイマン（Robert P. Wayman）
- 2005年4月1日 - 2010年8月6日 マーク・ハード（英語版）（Mark V. Hurd）
- 2010年8月7日 - 2010年10月31日 キャシー・レスジャック（Cathie Lesjack）
- 2010年11月1日 -  2011年9月22日 レオ・アポテカー（Léo Apotheker）
- 2011年9月22日 -  2015年11月1日 メグ・ホイットマン（Meg Whitman）

## 関連企業

### 後継企業
- アジレント・テクノロジー
- キーサイト・テクノロジー
- HP Inc.
- ヒューレット・パッカード・エンタープライズ

### 直接・間接に吸収した企業
- タンデムコンピューターズ
- DEC（Digital Equipment Corporation）
- コンパック（Compaq）
- EDS（Electronic Data Systems）
- スナップフィッシュ（Snapfish）
- ブードゥーPC（VoodooPC）
- パーム（Palm, Inc.）
- スリーコム（3Com）

## 製品群

### コンピュータハードウェア
- HP-IB - GP-IBの元となる規格
- サーバ
  - HP ProLiant サーバ

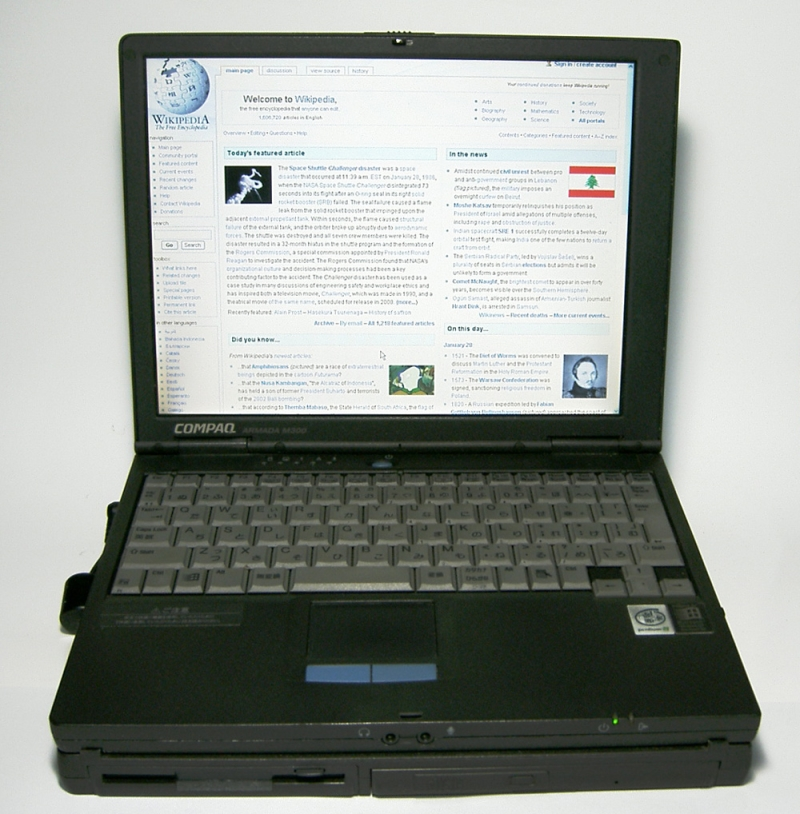
Compaq Armda M300

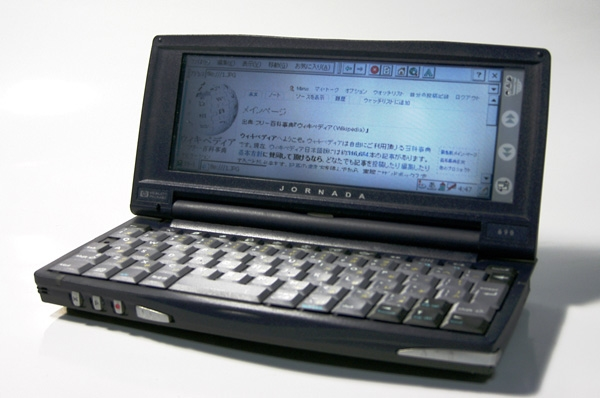
Jornada690 かつて展開していたHandheld PC

    - DL System（ラックマウント型）
    - ML System（タワー型）

  - HP BladeSystem
  - HP Integrity サーバ
    - HP Integrity Superdome

  - HP 9000 サーバ
  - HP Integrity NonStop サーバ
- パーソナル・ワークステーション
  - HP Personal Workstation xwシリーズ
  - HP Personal Workstation Zシリーズ

（企業向け OpenGL 対応グラフィクス機能を強化したPC）
- パーソナルコンピュータ
  - compaq dx シリーズ（デスクトップパソコン）
  - compaq nc / nx シリーズ（ノートパソコン）
  - Pavilion シリーズ（デスクトップ・ノート）
  - Elitebook（ビジネスノート/モバイルワークステーション）
  - Probook（ビジネスノート）
  - Mini（ネットブック）
  - HP200LX/HP100LX/HP95LX
- ストレージ
  - StorageWorks
- PDA
  - Jornada (Handheld PC)
  - iPAQ (Pocket PC)
- ネットワーク
  - HP Networking（英語版）
    - Aシリーズスイッチ（Advanced、旧H3C製品）
    - Eシリーズスイッチ（Entry、旧ProCurv]製品）
    - Vシリーズスイッチ（主としてWeb管理型、非管理型スイッチ製品）
    - ルータ（旧H3C製品）
    - 無線LAN（旧Colubris Networks製品）
    - ネットワーク管理ソフトウエア
- ネットワークセキュリティ機器
  - HP TippingPoint（英語版）
    - IPS（侵入防止システム）

### コンピュータソフトウェア
- HP-UX
  - MC/ServiceGuard（Linuxでも動作）
- Tru64 Unix（旧DEC時代はDigital Unix）
- NonStop Kernel 旧タンデム社のOS。Nonstopサーバで動作する。
- NonStop-UX 旧タンデム社のフォールトトレラントサーバで動作するUnix。
- OpenVMS 旧DEC社のOS。Unixではない。
- HP Software（OpenView）
- HP Insight ソフトウェア
- HP ArcSight 統合リスクマネージメントシステム
- HP Fortify アプリケーション脆弱性検査
- HP IceWall SSO シングルサインオン

### マイクロプロセッサ

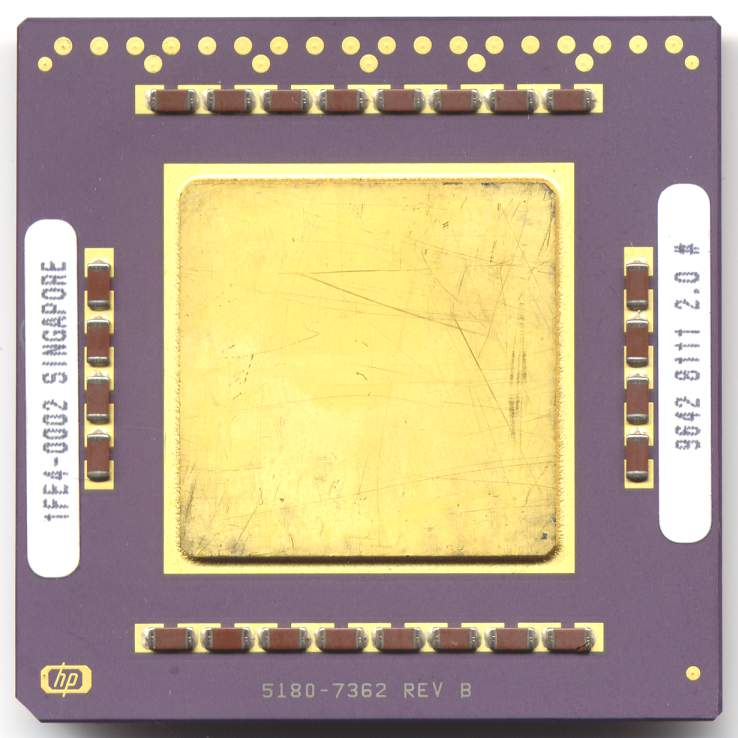
PA-RISC

- IA-64 — インテルと共同で開発した64ビットプロセッサ。
- PA-RISC — ヒューレット・パッカードが独自に開発したRISC型プロセッサ。HP-UXを動かすHP-9000シリーズで使用。開発・生産共に終了済み。
- DEC Alpha — 旧DECが開発したプロセッサ。当時の他のプロセッサより高速な上、Windows NTなど対応するシステムもバラエティに富んでおり、当時は人気があった。しかし、ヒューレット・パッカードはIA-64を提供しているため、Alphaは既存顧客のためだけに維持していた。開発終了済み。
- HP Saturn — 関数電卓・小型コンピューター向けの4bitプロセッサ。開発・生産共に終了済み。

### プリンター
ヒューレット・パッカード製のインクジェットプリンターは、一部の機種やシリーズを除き、プリントヘッドとインクカートリッジが一体化していることが特徴であった。現在はインクカートリッジとヘッドが分離し、各色独立インクカートリッジを持つ機種が主力となり、ヘッド一体型インクカートリッジは廉価機種に限られる。世界でトップシェアだが、日本ではエプソン、キヤノン、ブラザーの次のグループである。